# Махкамов, Хамза Хаитович
Хамза Хаитович Махкамов (узб. Mahkamov Hamza Haitovich, 1959, Сурхандарьинская область, Узбекская ССР — 16 марта 2010) — узбекский железнодорожный рабочий, машинист. Герой Узбекистана (2007).

## Биография
Хамза Махкамов начал трудовую деятельность в 1977 году водителем Денауского хлопкоочистительного завода, после чего работал на автопредприятии этого района слесарем.
С 1982 года работал в сфере железнодорожного транспорта помощником машиниста предприятия 166-й железнодорожной машинной станции (строительного), с 1987 года до конца жизни — машинистом предприятия. Принимал участие в строительстве железной дороги Ташгузар — Байсун — Кумкурган. Учениками Хамзы Махкамова стали десятки специалистов. Кроме того, был активен в общественной жизни Сурхандарьинской области.
22 августа 2007 года Указом Президента Республики Узбекистан И. А. Каримова «за выдающиеся заслуги перед государством и народом в деле укрепления независимости… Родины, упрочения её международного авторитета, дальнейшего углубления реформ, весомый вклад в развитие сферы железнодорожного транспорта и героический труд на строительстве железной дороги „Тошгузар-Бойсун-Кумкургон“» машинисту железнодорожного строительного механизма 166-й путевой машинной станции государственной акционерной компании «Узбекистон темир йуллари» Махкамову Хамзе Хаитовичу было присвоено звание «Узбекистон Кахрамони» с вручением медали «Олтин Юлдуз».